# Kosakengrab

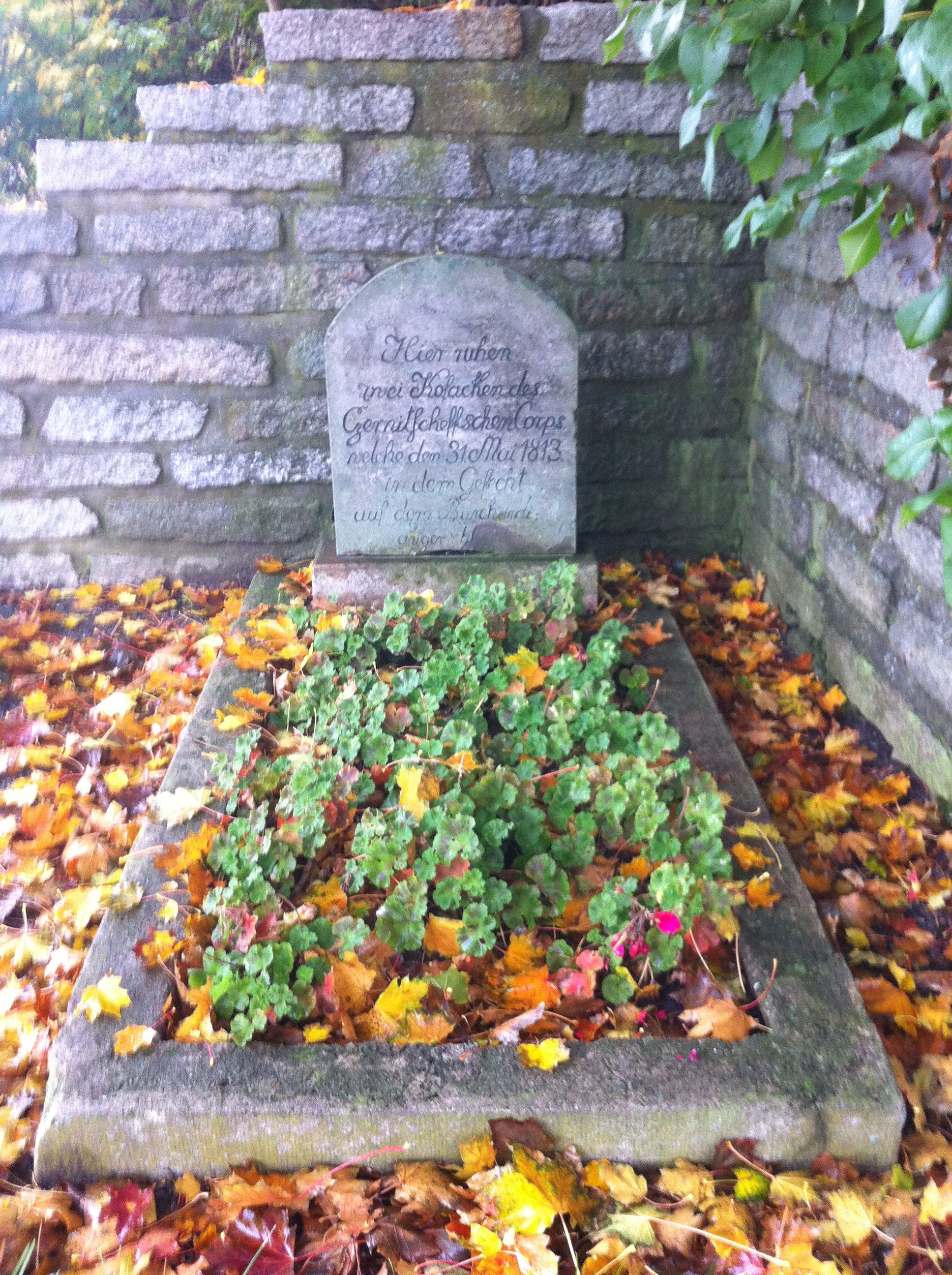
Kosakengrab

Das Kosakengrab ist eine denkmalgeschützte Grabanlage in Halberstadt in Sachsen-Anhalt.
Es befindet sich westlich von Halberstadt auf der Nordseite der in Richtung Osterwieck als Bundesstraße 79 führenden Braunschweiger Straße zwischen Halberstadt und Aspenstedt. Unmittelbar östlich des Grabs befindet sich ein Chausseehaus.
Die Grabanlage dient als Erinnerungsstätte an das Gefecht bei Halberstadt während der Befreiungskriege. Im Grab sind zwei Kosaken des Czernitscheffschen Corps beigesetzt, die am 31. Mai 1813 während eines Gefechts auf dem Burchardianger starben.
Am Nordende des Grabs befindet sich ein Grabstein. Er ist mit den Worten beschriftet:
Hier ruhen

zwei Kosacken des

Czernitscheffschen Corps

welche den 31. Mai 1813

in dem Gefecht

auf dem Burchardi

anger…
Das letzte Wort ist nicht mehr lesbar (Stand 2013).
Im örtlichen Denkmalverzeichnis ist das Grabmal unter der Erfassungsnummer 094 02718 als Baudenkmal verzeichnet.